# Lirularia iridescens
Lirularia iridescens là một loài ốc biển, là động vật thân mềm chân bụng sống ở biển thuộc họ Colloniidae.

## Miêu tả
Loài này có vỏ dài 9 mm

## Phân bố
Chúng phân bố ở Northwest Pacific Ocean.